# Пюйнси
Пю́йнси (эст. Püünsi), ранее также Пю́нси — деревня в волости Виймси уезда Харьюмаа, Эстония. 

## География и описание
Расположена на западном берегу полуострова Виймси. Расстояние до Таллина — 15 километров. Высота над уровнем моря — 10 метров. Символом Пюйнси считается расположенный недалеко от побережья островок Пандью площадью 0,2 гектара.
С севера на юг ширина деревни составляет в среднем 500 метров, протяжённость вдоль берега — 1,6 километра. На севере от неё расположена деревня Рохунеэме, на юге — деревня Принги.
В Пюйнси находится единственное озеро в волости — Вийкъярв (Viikjärv). Его площадь составляет около 1,4 гектара.
Климат умеренный. Официальный язык — эстонский. Почтовый индекс — 74013.

## Население
По данным переписи населения 2021 года, в Пюйнси насчитывалось 1290 жителей, из них 1137 (88,3 %) — эстонцы.
По данным переписи населения 2011 года, в деревне проживали 1256 человек, из них 1148 (91,4 %) — эстонцы.
Численность населения деревни Пюйнси по данным переписей населения:
| Год  | 1959 | 1970  | 1979  | 1989  | 2000  | 2011   | 2021   |
| ---- | ---- | ----- | ----- | ----- | ----- | ------ | ------ |
| Чел. | 94   | ↗ 131 | ↗ 155 | ↗ 212 | ↗ 738 | ↗ 1256 | ↗ 1290 |

Численность населения деревни Пюйнси по данным Регистра народонаселения, 1997—2020 годы: 
| Год  | 1997 | 1999  | 2001  | 2003  | 2005  | 2007   | 2009   | 2011   | 2018   | 2020   |
| ---- | ---- | ----- | ----- | ----- | ----- | ------ | ------ | ------ | ------ | ------ |
| Чел. | 309  | ↗ 349 | ↗ 370 | ↗ 822 | ↗ 921 | ↗ 1096 | ↗ 1217 | ↗ 1234 | ↗ 1346 | ↗ 1348 |

Существенный прирост численности жителей деревни не означает только то, что в деревню приехали новые жители. В большей степени это связано с тем, что ранее регистрация своего местожительства в Регистре населения была необязательной, и многие люди стали регистрировать его только в последние годы. В то же время к ним добавились жители, поселившиеся в недавно отстроенных домах, а также те, кто переделал бывшие дачи под жильё, пригодное к круглогодичному проживанию.

## История
В письменных источниках 1519 года упоминается Bunysz,  1537 года — Buenas, 1542 года — Pinniskulle, 1585 года — Punis, 1615 года — Pynissby,  1637 года — Pynäs, 1866 года — Püüns, 1925 года — Piintsi .
В поземельной книге 1716 года, которая составлялась на основе опроса, название деревни записано как Picknehm.
На военно-топографических картах Российской Империи (1846–1863 годы), в состав которой входила Эстляндская губерния, деревня обозначена как Пюнси.
В 1977 году, в период кампании по укрупнению деревень, с Пюйнси объединили северную часть деревни Румму (бо́льшая её часть была присоединена к деревне Принги).

## Инфраструктура
В деревне есть детский сад, школа и магазин. Услуги всех остальных публичных учреждений — гимназии, почтовой конторы, центра семейных врачей, аптеки, больницы — для жителей деревни доступны в посёлках Виймси и Хаабнеэме.
Школа является самым крупным работодателем в  деревне: по состоянию на 31 декабря 2019 года численность персонала составляла 54 человека. Жители деревни в основном ездят на работу в Таллин и в посёлок Хаабнеэме.

## Галерея

Деревня Пюйнси
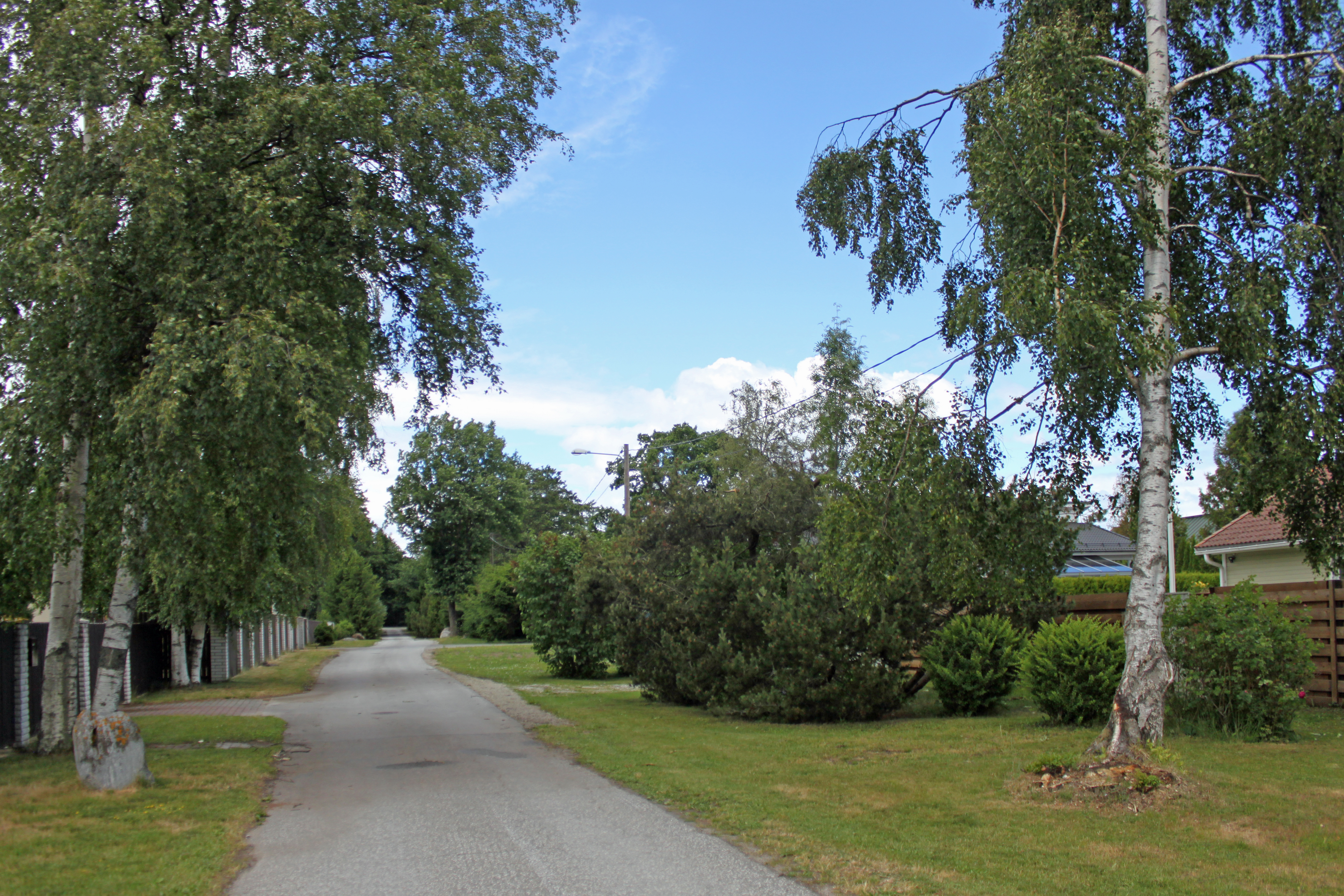
Улица Тормилинну
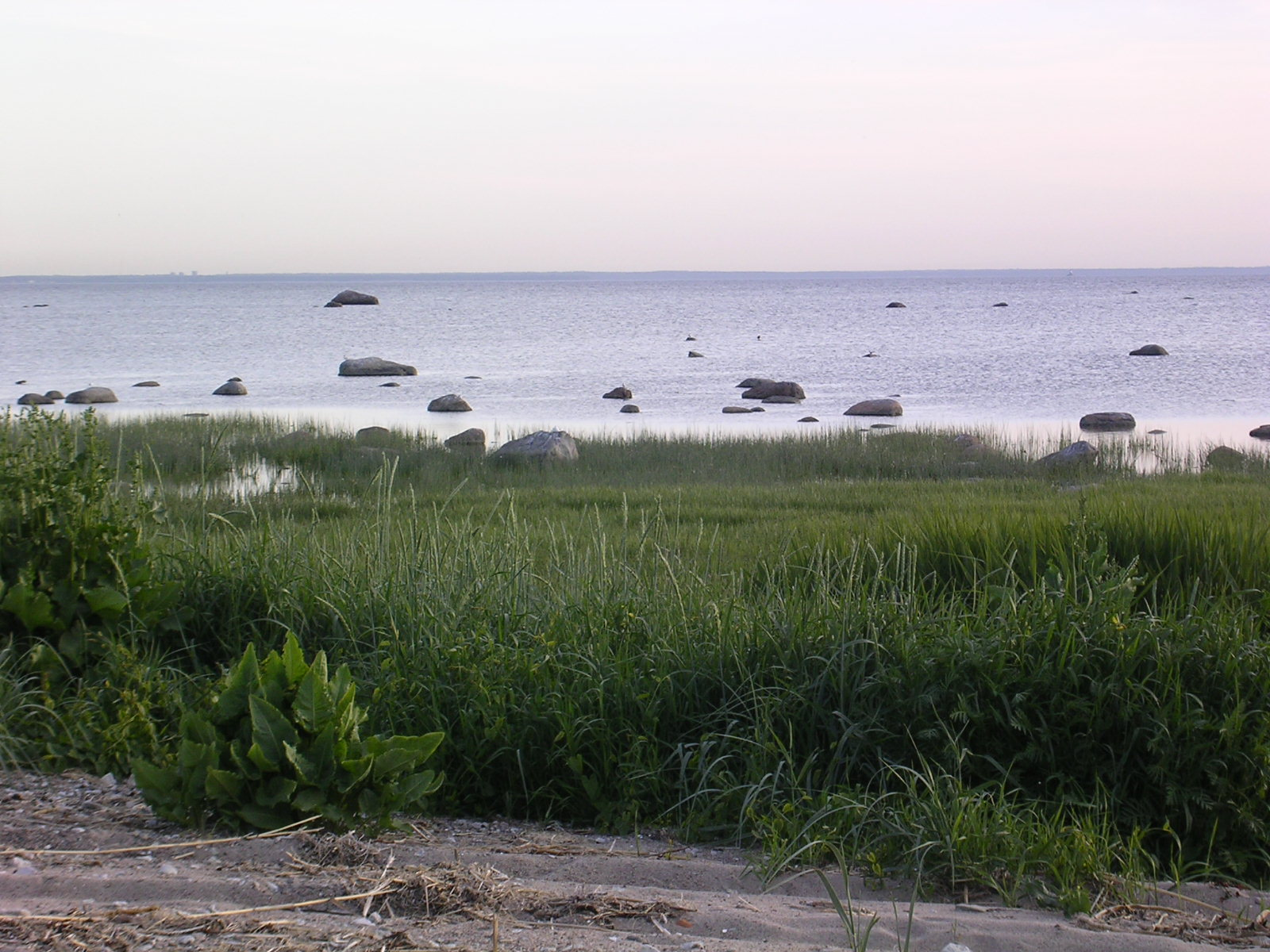
Побережье моря
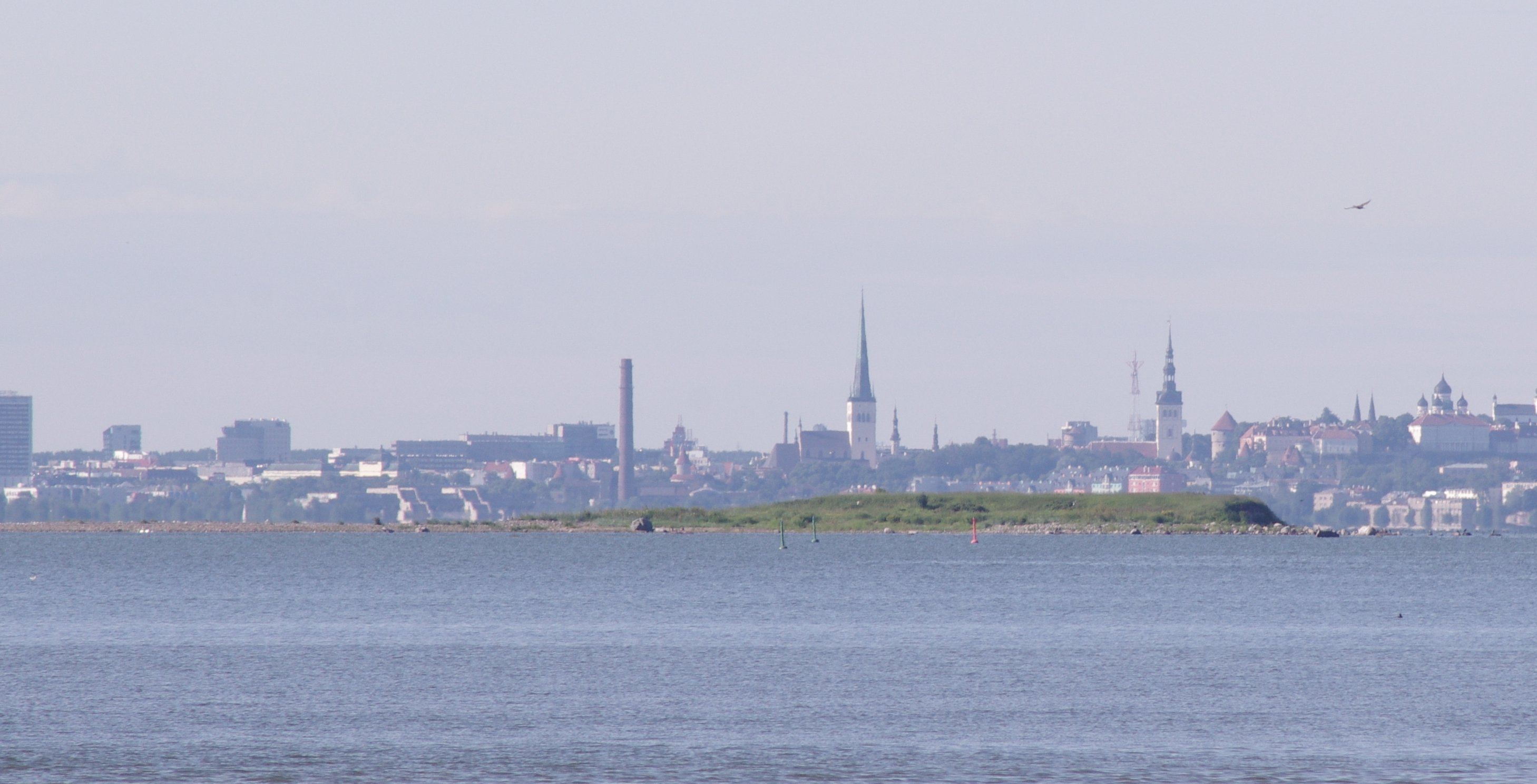
Остров Пандью
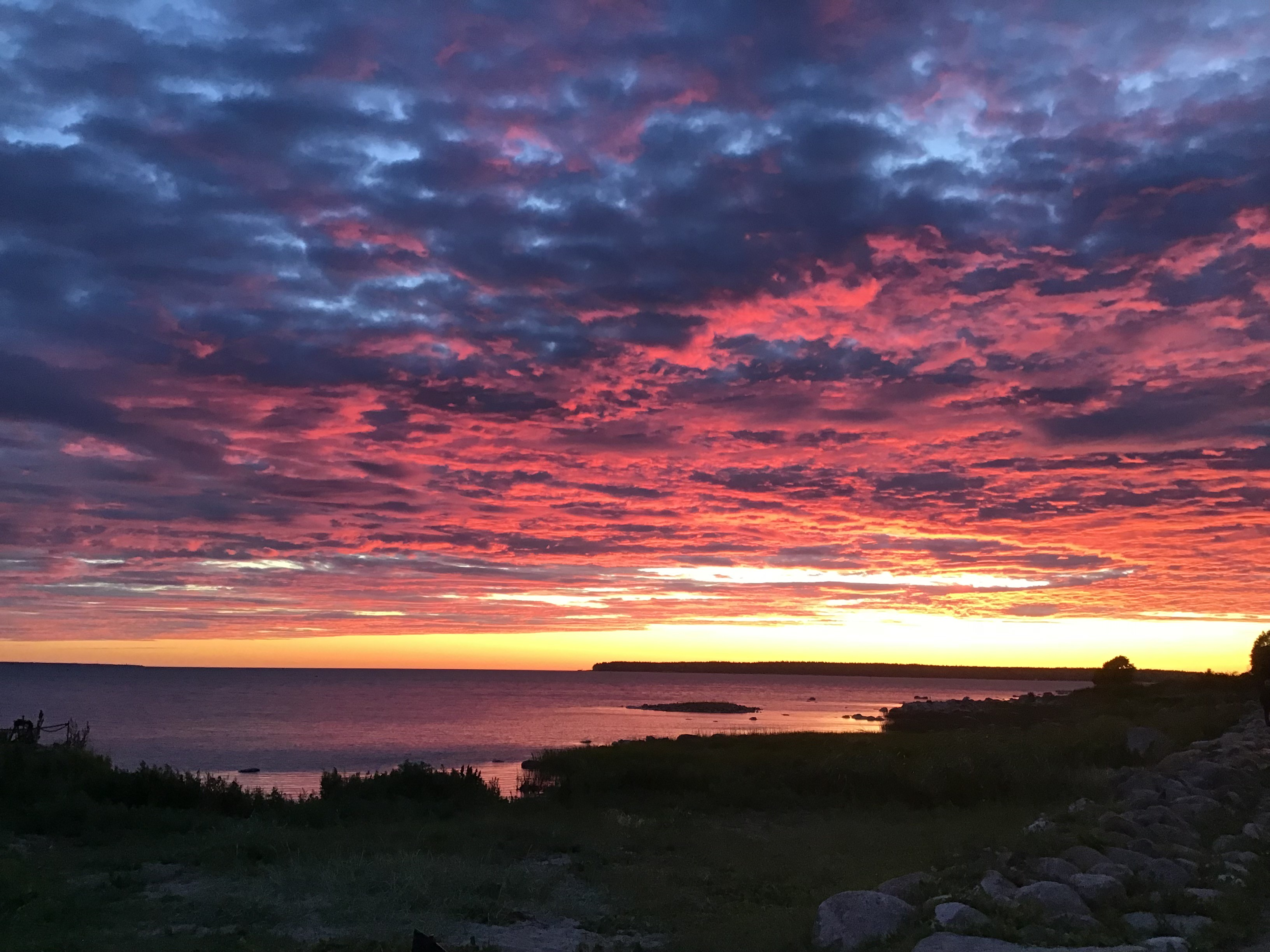
Заход солнца